# Георгіос Вагіаннідіс
Георгіос Вагіаннідіс (грец. Γεώργιος Βαγιαννίδης, нар. 12 вересня 2001, Афіни, Греція) — грецький футболіст, фланговий захисник клубу «Панатінаїкос».

## Ігрова кар'єра

### Клубна
Георгіос Вагіаннідіс народився у місті Афіни і є вихованцем столичного клубу «Панатінаїкос», де він з 2009 року займався футболом у клубній академії. 16 лютого 2020 року у матчі чемпіонату Греції проти «Панетолікоса» Георгіос дебютував у першій клубній команді та в дебютному матчі відзначився забитим голом і гольовою передачею.
По закінченню сезона, влітку 2020 року футболіст приєднався до італійського «Інтера» але вже у жовтні був відданий в оренду у бельгійський «Сент-Трюйден». В Бельгії Вагіаннідіс провів лише один матч у Кубку країни і надалі не провівши жодного матчу у складі «Інтера», у 2021 році захисник повернувся до «Панатінаїкоса», з яким підписав контракт на чотири роки. І вже в першому ж сезоні після повернення Вагіаннідіс разом з клубом виграв національний кубок.

### Збірна
З 2017 по 2019 роки Георгіос Вагіаннідіс провів кілька матчів у складі юнацьких збірних Греції.

## Досягнення
Панатінаїкос
 Переможець Кубка Греції: 2021/22, 2023/24